# Équipe du Monténégro des moins de 17 ans de football
Maillots
L'équipe du Monténégro des moins de 17 ans est une sélection de joueurs de moins de 17 ans au début des deux années de compétition placée sous la responsabilité de la Fédération du Monténégro de football. 
L'équipe ne s'est jamais qualifiée pour le Championnat d'Europe de football des moins de 17 ans ou la Coupe du monde de football des moins de 17 ans.

## Parcours au Championnat d’Europe des moins de 17 ans
De 1982 à 2006, le Monténégro fit partie de la Yougoslavie, puis de la Serbie-et-Monténégro
- 2007 : Non inscrit
- 2008 : Non qualifié
- 2009 : Non qualifié
- 2010 : Non qualifié
- 2011 : Non qualifié
- 2012 : Non qualifié
- 2013 : Non qualifié
- 2014 : Non qualifié
- 2015 : Non qualifié
- 2016 : Non qualifié
- 2017 : Non qualifié
- 2018 : Non qualifié
- 2019 : Non qualifié
- 2020 - 2021 : Éditions annulées
- 2022 : Non qualifié
- 2023 : Non qualifié

## Parcours en Coupe du monde
- 2007 : Non inscrit
- 2009 : Non qualifié
- 2011 : Non qualifié
- 2013 : Non qualifié
- 2015 : Non qualifié
- 2017 : Non qualifié
- 2019 : Non qualifié
- 2023 : Non qualifié